# Pimelodus punctatus
Pimelodus punctatus es una especie de peces de la familia Pimelodidae en el orden de los Siluriformes.

## Distribución geográfica
Se encuentra en Panamá.